# Sphecodes rufiscapis
Sphecodes rufiscapis là một loài Hymenoptera trong họ Halictidae. Loài này được Vachal mô tả khoa học năm 1909.